# 冷泉為栄
冷泉宗家（れいぜい ためしげ、元文3年（1738年）7月5日 - 天明2年（1782年）9月3日）は、江戸時代中期の公卿。初名は冷泉為名。

## 官歴
- 寛延2年（1749年）：従五位下、侍従
- 宝暦2年（1752年）：正五位下
- 宝暦5年（1755年）：従四位下
- 宝暦6年（1756年）：左権少将
- 宝暦8年（1758年）：従四位上
- 宝暦10年（1760年）：右権中将
- 宝暦11年（1761年）：正四位下
- 明和元年（1764年）：従三位
- 明和5年（1768年）：正三位
- 明和6年（1769年）：踏歌外弁
- 明和8年（1771年）：参議
- 安永4年（1775年）：東照宮奉幣使、権中納言
- 安永5年（1776年）：従二位
- 安永8年（1779年）：正二位
- 天明元年（1781年）：賀茂下上社伝奏

## 系譜
- 父：冷泉宗家
- 母：清閑寺熙定の娘
- 妻：加藤明煕の娘
- 養子：冷泉為訓（風早公雄の次男）